# Genom eld och vatten (film)
Genom eld och vatten (engelska: Bathing Beauty) är en amerikansk musikalfilm från 1944, i regi av George Sidney. I huvudrollerna ses Red Skelton, Basil Rathbone och Esther Williams. Filmen var Williams första Technicolor aquamusikal. Den hade svensk premiär den 15 januari 1945 på Rigoletto.

## Rollista i urval
- Red Skelton - Steve Elliot
- Esther Williams - Caroline Brooks
- Basil Rathbone - George Adams
- Bill Goodwin - Professor Willis Evans
- Jean Porter - Jean Allenwood
- Nana Bryant - Dean Clinton
- Carlos Ramírez - sig själv
- Ethel Smith - Ethel Smith - musiklärare
- Lina Romay - sig själv
- Helen Forrest - sig själv
- Donald Meek - Chester Klazenfrantz
- Jacqueline Dalya - Maria Dorango
- Francis Pierlot - Professor Hendricks
- Ann Codee - Mme. Zarka
- Margaret Dumont - Mrs. Allenwood